# HD77140
HD77140 — хімічно пекулярна зоря спектрального класу A7, що має видиму зоряну величину в смузі V приблизно  5,2.
Вона  розташована на відстані близько 220,8 світлових років від Сонця.